# Tenares
Tenares é um município da República Dominicana pertencente à província de Hermanas Mirabal.
Sua população estimada em 2012 era de 30 110 habitantes.